# Michael Berrer
Michael Berrer, né le 1er juillet 1980 à Stuttgart, est un joueur de tennis allemand, professionnel sur le Circuit ATP de 1999 à 2016. Il a été entraîné par Claudio Pistolesi.

## Carrière
Il apparaît pour la première fois au classement ATP le 31 août 1998, à la 1195e place. Sa meilleure position est 42e mondial, le 24 mai 2010. Il fut classé dans le top 100 durant 52 semaines. Il atteint sa première finale au Tournoi de Zagreb, perdue face au Croate Marin Čilić.
Lors de Roland-Garros 2012, Michael Berrer parvient lors du premier tour à remonter un déficit de 2 sets à 0 contre Jürgen Melzer pour s'imposer finalement sur le score de 6-7, 4-6, 6-2, 6-2, 6-3 au bout de 3 h 42 de jeux. Il termine l'année 2012 dans le top 100 pour la quatrième saison consécutive.
Il commence l'année 2015 à la 127e position et parvient à se qualifier pour le tableau principal du prestigieux tournoi de Doha. Il hérite lors du tirage au sort de Rafael Nadal, tenant du titre et no 3 mondial, comme adversaire au premier tour. Sans grande surprise, il perd le premier set 6-1, mais il parvient, à la surprise générale, à remporter les deux sets suivants 6-3 puis 6-4, jouant alors l'un des meilleurs matches de sa carrière et parvenant entre autres à sauver 10 balles de break contre lui. Cet exploit est d'autant plus surprenant que Rafael Nadal n'avait plus commencé une saison par une défaite depuis 2004. Il s'agit également de sa première victoire sur un joueur qui figure dans le Top 3 mondial.

## Palmarès

### Finales en simple (2)
| No | Date       | Nom et lieu du tournoi     | Catégorie | Dotation  | Surface    | Vainqueur   | Score          |          |
| -- | ---------- | -------------------------- | --------- | --------- | ---------- | ----------- | -------------- | -------- |
| 1  | 01-02-2010 | PBZ Zagreb Indoors, Zagreb | ATP 250   | 398 250 € | Dur (int.) | Marin Čilić | 6-4, 65-7, 6-3 | Parcours |
| 2  | 31-01-2011 | PBZ Zagreb Indoors, Zagreb | ATP 250   | 398 250 € | Dur (int.) | Ivan Dodig  | 6-3, 6-4       | Parcours |

### Titre en double (1)
| No | Date       | Nom et lieu du tournoi    | Catégorie   | Dotation  | Surface      | Partenaire       | Finalistes                | Score            |          |
| -- | ---------- | ------------------------- | ----------- | --------- | ------------ | ---------------- | ------------------------- | ---------------- | -------- |
| 1  | 28-04-2008 | BMW Open by FWU AG Munich | Int' Series | 349 000 € | Terre (ext.) | Rainer Schüttler | Scott Lipsky David Martin | 7-5, 3-6, [10-8] | Parcours |

### Finales en double (2)
| No | Date       | Nom et lieu du tournoi | Catégorie   | Dotation  | Surface      | Vainqueurs                            | Partenaire      | Score    |          |
| -- | ---------- | ---------------------- | ----------- | --------- | ------------ | ------------------------------------- | --------------- | -------- | -------- |
| 3  | 11-09-2006 | China Open Pékin       | Int' Series | 475 000 $ | Dur (ext.)   | Mahesh Bhupathi Mario Ančić           | Kenneth Carlsen | 6-4, 6-3 | Parcours |
| 1  | 07-07-2008 | MercedesCup Stuttgart  | Series Gold | 547 000 € | Terre (ext.) | Christopher Kas Philipp Kohlschreiber | Mischa Zverev   | 6-3, 6-4 | Parcours |

## Parcours dans les tournois duGrand Chelem

### En simple
| Année | Open d'Australie | Open d'Australie | Internationaux de France | Internationaux de France | Wimbledon       | Wimbledon      | US Open         | US Open        |
| ----- | ---------------- | ---------------- | ------------------------ | ------------------------ | --------------- | -------------- | --------------- | -------------- |
| 2006  | —                | —                | —                        | —                        | 1er tour (1/64) | Jamie Delgado  | 1er tour (1/64) | D. Nalbandian  |
| 2007  | 1er tour (1/64)  | Mischa Zverev    | —                        | —                        | 2e tour (1/32)  | D. Toursounov  | 2e tour (1/32)  | Ernests Gulbis |
| 2008  | 2e tour (1/32)   | Andy Roddick     | 1er tour (1/64)          | M. Granollers            | 1er tour (1/64) | Novak Djokovic | 1er tour (1/64) | José Acasuso   |
| 2009  | 2e tour (1/32)   | Radek Štěpánek   | —                        | —                        | —               | —              | 1er tour (1/64) | H. Zeballos    |
| 2010  | 2e tour (1/32)   | Denis Istomin    | 1er tour (1/64)          | Mardy Fish               | 1er tour (1/64) | I. Marchenko   | 1er tour (1/64) | Andreas Beck   |
| 2011  | 1er tour (1/64)  | G. García-López  | 3e tour (1/16)           | Andy Murray              | 1er tour (1/64) | F. López       | 1er tour (1/64) | Potito Starace |
| 2012  | —                | —                | 2e tour (1/32)           | N. Devilder              | —               | —              | —               | —              |
| 2013  | —                | —                | —                        | —                        | —               | —              | —               | —              |
| 2014  | 2e tour (1/32)   | F. López         | —                        | —                        | —               | —              | —               | —              |
| 2015  | —                | —                | 1er tour (1/64)          | Jérémy Chardy            | 1er tour (1/64) | A. Mannarino   | 1er tour (1/64) | Tommy Robredo  |

N.B. : à droite du résultat se trouve le nom de l'ultime adversaire.

### En double
| Année | Open d'Australie         | Open d'Australie        | Internationaux de France | Internationaux de France   | Wimbledon                  | Wimbledon           | US Open                    | US Open                |
| ----- | ------------------------ | ----------------------- | ------------------------ | -------------------------- | -------------------------- | ------------------- | -------------------------- | ---------------------- |
| 2007  | —                        | —                       | —                        | —                          | 2e tour (1/16) M. Kohlmann | S. Lipsky D. Martin | —                          | —                      |
| 2008  | —                        | —                       | —                        | —                          | —                          | —                   | —                          | —                      |
| 2009  | —                        | —                       | —                        | —                          | —                          | —                   | —                          | —                      |
| 2010  | 1er tour (1/32) S. Greul | B. Bryan M. Bryan       | —                        | —                          | —                          | —                   | 1er tour (1/32) V. Troicki | M. González S. Ventura |
| 2011  | 2e tour (1/16) F. Mayer  | J. Melzer P. Petzschner | 1er tour (1/32) F. Mayer | K. de Schepper A. Olivetti | —                          | —                   | —                          | —                      |

N.B. : le nom du ou de la partenaire se trouve sous le résultat ; le nom des ultimes adversaires se trouve à droite.

## Parcours dans lesMasters 1000
| Année | Indian Wells         | Miami              | Monte-Carlo            | Rome                | Hambourg puis Madrid | Canada              | Cincinnati         | Madrid puis Shanghai | Paris               |
| ----- | -------------------- | ------------------ | ---------------------- | ------------------- | -------------------- | ------------------- | ------------------ | -------------------- | ------------------- |
| 2008  | 1er tour R. De Voest | 2e tour I. Andreev | —                      | —                   | 1er tour A. Seppi    | —                   | —                  | —                    | —                   |
| 2009  | 2e tour R. Nadal     | —                  | —                      | —                   | —                    | —                   | —                  | —                    | —                   |
| 2010  | 1er tour M. Fish     | 2e tour F. López   | 1/8 de finale R. Nadal | 1er tour V. Hănescu | —                    | 1er tour X. Malisse | 2e tour R. Gasquet | 1er tour S. Querrey  | 1er tour F. Fognini |
| 2011  | 2e tour R. Söderling | 1er tour P. Cuevas | —                      | —                   | —                    | —                   | —                  | —                    | —                   |
| 2012  | —                    | —                  | —                      | —                   | —                    | 1er tour B. Tomic   | —                  | 1er tour A. Seppi    | —                   |
| 2015  | 3e tour G. Simon     | 1er tour A. Falla  | —                      | —                   | —                    | —                   | —                  | —                    | —                   |
| 2016  | 2e tour J. Sock      | —                  | —                      | —                   | —                    | —                   | —                  | —                    | —                   |

N.B. : sous le résultat se trouve le nom de l’ultime adversaire.